# Muriel Freeman
Muriel Freeman (9. september 1897 – 1980) var en britisk fægter som deltog i de olympiske lege 1928 i Amsterdam.
Freeman vandt en sølvmedalje i fægtning under OL 1928 i Amsterdam. Hun kom på en andenplads i den individuelle konkurrence i disciplinen fleuret for damer bagefter Helene Mayer fra Tyskland. Det var 27 kvindelige fægtere fra elleve lande som deltog i fleuretdisciplinen som blev afviklet fra den 31. juli til 1. august 1928.